# Associazione Sportiva Bari 1989-1990
Questa voce raccoglie le informazioni riguardanti l'Associazione Sportiva Bari nelle competizioni ufficiali della stagione 1989-1990.

## Stagione

### Precampionato e Coppa Italia

Gaetano Salvemini: alla sua guida, dopo aver condotto una stagione vincente in serie cadetta, i biancorossi giocano un positivo campionato di Serie A. Il tecnico molfettese si era posto come obiettivo proprio quello della media classifica.

Nella stagione 1989-1990, dopo tre anni d'assenza, il Bari è di nuovo in Serie A. Salvemini, confermato alla guida dei galletti, chiede lo sfoltimento della rosa per una sua migliore gestione. Si punta quindi a potenziare ogni reparto con pochi elementi; per esplicita richiesta del coach vengono prelevati il portiere Drago e il difensore Brambati. Orientato inizialmente al mercato europeo per il centrocampista e l'attaccante, alla fine Janich vi rinuncia e opta insieme a Salvemini per il Sud America: vengono acquistati il difensore argentino Néstor Lorenzo e i brasiliani Gérson, centrocampista del Palmeiras, e Donizetti, punta del Guarani, giocatore in Brasile chiamato Joao Paulo. La stampa e parte della tifoseria non considerano molto convincente il mercato biancorosso, difatti gli innesti sudamericani sono sconosciuti nel panorama internazionale.
Una volta completata la rosa, squadra e tecnici partono in ritiro per Mezzano del Primiero. In Coppa Italia, dopo la vittoria contro il Piacenza nella prima gara eliminatoria, dove danno buone impressioni i nuovi acquisti brasiliani(Gerson mette a segno un gol), i galletti vengono sconfitti 1-0 dall'Atalanta e quindi eliminati nel secondo turno, ai tempi supplementari.

Pietro Maiellaro, alla prima stagione in Serie A. Segna sei reti in campionato e una in Coppa Mitropa.

### Il campionato
In campionato la squadra raccoglie quattro punti nelle prime tre giornate per poi rimediare tre sconfitte consecutive; nella gara in casa contro la Roma va a segno per la prima volta, su punizione a lancio arcuato, Joao Paulo (sull'1-0 Maiellaro sbaglia un rigore, concesso al Bari per fallo di Gerolin; i giallorossi ribaltarono poi il risultato, vincendo 1-2). In settima giornata, in casa contro l'Ascoli nuovo pareggio con una doppietta del trequartista Joao Paulo, i cui dribbling appassionano sempre più la tifoseria barese. Questo pareggio apre una serie positiva di dieci giornate che frutta altri tredici punti ai biancorossi; tra i vari risultati ci sono i pareggi con Inter e Lecce fuori casa e quello tra le mura amiche con il Napoli di Maradona. Con i suoi diciassette punti e tre sconfitte subìte, il Bari è alla vigilia dell'ultima gara d'andata, a ridosso della zona UEFA. Nell'ultima partita d'andata, allo stadio della Vittoria è di scena il Milan di Arrigo Sacchi: gli uomini di Salvemini sfiorano spesso il vantaggio ma al 90º minuto van Basten segna in scivolata e di punta la rete dell'1-0 milanista (risultato finale). Il gol viene concretizzato al termine di un veloce contropiede rossonero, con un cross di Donadoni sfruttato dall'olandese van Basten; questi esulta in faccia al difensore biancorosso Loseto, che l'ha marcato per tutta la partita e ha tentato di ostacolarlo nell'azione del gol.
Il girone di ritorno non è molto diverso da quello d'andata. In questa fase, i galletti rimontano più volte anche doppi svantaggi. È pari con la Juventus, alla 23ª giornata e sconfitta in casa, 0-1 nel derby contro il Lecce (in cui ci sono alcune diatribe per un rigore fatto calciare due volte al Bari, causa l'entrata in area di alcuni giocatori, e sbagliato la seconda volta da Monelli); vittoria interna, 4-0 sull'Atalanta. Dopo il 2-0 casalingo sulla Cremonese a una giornata dalla fine, i biancorossi sono matematicamente salvi. La squadra chiude poi in classifica al 10º posto, allo stesso punteggio ma con più bassa differenza reti della Lazio 9ª classificata.

Il presidente Vincenzo Matarrese festeggia con la squadra la conquista della Coppa Mitropa, il primo successo internazionale del Bari.

### La disputa della Coppa Mitropa
Finito il campionato, dal 17 al 21 maggio il Bari disputa la Coppa Mitropa (in virtù del 1º posto in coabitazione con il Genoa, ottenuto l'anno prima in serie cadetta). Nel girone A i galletti battono per 3-0 entrambe le due contendenti: gli ungheresi del Pecsi e gli jugoslavi del Radnički Niš. Classificatisi primi con 4 punti, i biancorossi incontrano in finale al della Vittoria il Genoa capolista del girone B (il Comune di Bari vieta per la finale l'utilizzo del nuovo stadio San Nicola, pronto per i mondiali, che la società aveva chiesto di poter inaugurare proprio con l'importante finale). Per questa gara il Bari si viene a trovare in carenza di difensori causa infortuni, quindi usufruisce del centrale difensivo Ubaldo Righetti, in prestito dal Lecce. Al 14º minuto del primo tempo, da un'azione partita dalla difesa, a centrocampo Terracenere esegue un pallonetto all'indirizzo di Perrone, che corre incontrollato sulla fascia destra; questi in corsa entra in area genoana ed effettua un pallonetto che elude Braglia in uscita. Il risultato non cambia (lo stesso Perrone colpisce poi una traversa) e al triplice fischio il Bari conquista il suo primo trofeo internazionale, e seconda Coppa della storia calcistica barese dopo la Coppa Italia Primavera del 1980-81. 

### Statistiche ed altri dati
La vittoria della Coppa Mitropa è l'epilogo di una stagione positiva per il Bari, che vede l'affermazione di Pietro Maiellaro alla sua prima stagione in Serie A, e dei brasiliani Gérson e João Paulo; difatti Gérson ha disputato un valido campionato e Joao Paulo ha riscosso in poco tempo l'alto gradimento della tifoseria barese. Salvemini ha pareggiato il 56% delle gare e il Bari è riuscito, dopo essere immediatamente retrocesso nelle ultime tre apparizioni in massima serie della sua storia (1963-64, 1969-70 e 1985-86), a ottenere la permanenza.
Lo stadio della Vittoria chiude curiosamente i battenti, regalando ai galletti il loro primo trofeo internazionale dopo essere stato lo stadio della squadra biancorossa per 56 anni.

## Divise e sponsor[5]

Un duello fra Maradona e Maiellaro in Napoli-Bari di ritorno (3-0). Si nota la casacca fantasia che i biancorossi hanno indossato in alcune partite, in quella stagione.

Lo sponsor tecnico per la stagione 1989-1990 è Adidas, mentre lo sponsor ufficiale è Sud Leasing.
Le divise per la stagione 1989-1990 sono le seguenti:
| Casa | Trasferta | Terza divisa |

## Organigramma societario
Fonte:
Area direttiva
- Presidente: Vincenzo Matarrese

Area organizzativa
- Segretario: Filippo Nitti

Area tecnica
- Direttore sportivo: Franco Janich
- Allenatore: Gaetano Salvemini
- Secondo allenatore: Biagio Catalano

Area sanitaria
- Medico sociale: dott. Sabino Lerario
- Cardiologo: dott. Antoncecchi

## Rosa

I tre neoacquisti stranieri della stagione: l'argentino Lorenzo, deludente meteora, tra i due brasiliani João Paulo e Gérson i quali, al contrario, entranno nei cuori dei tifosi biancorossi.

## Calciomercato

### Sessione estiva
| Acquisti | Acquisti         | Acquisti           | Acquisti   |
| R.       | Nome             | da                 | Modalità   |
| -------- | ---------------- | ------------------ | ---------- |
| A        | João Paulo       | Guarani            | definitivo |
| C        | Gérson           | Palmeiras          | definitivo |
| D        | Massimo Brambati | Torino             | definitivo |
| P        | Giulio Drago     | Empoli             | definitivo |
| D        | Néstor Lorenzo   | Argentinos Juniors | definitivo |

| Cessioni | Cessioni              | Cessioni    | Cessioni   |
| R.       | Nome                  | da          | Modalità   |
| -------- | --------------------- | ----------- | ---------- |
| A        | Claudio Nitti         | Modena      | definitivo |
| D        | Massimiliano Tangorra | Monopoli    | prestito   |
| C        | Michele Armenise      | Pescara     | definitivo |
| D        | Giorgio De Trizio     | Pescara     | definitivo |
| C        | Salvatore Guastella   | Francavilla | definitivo |
| D        | Maurizio Laureri      | Barletta    | prestito   |
| C        | Francesco Fonte       | Foggia      | definitivo |
| A        | Alberto Bergossi      | Mantova     | definitivo |
| A        | Francesco Pisicchio   | Cagliari    | definitivo |

### Sessione autunnale (novembre)
| Acquisti | Acquisti             | Acquisti | Acquisti   |
| R.       | Nome                 | da       | Modalità   |
| -------- | -------------------- | -------- | ---------- |
| D        | Giampaolo Ceramicola | Ancona   | definitivo |

| Cessioni | Cessioni         | Cessioni | Cessioni |
| R.       | Nome             | da       | Modalità |
| -------- | ---------------- | -------- | -------- |
| C        | Vito Grieco      | Carpi    | prestito |
| P        | Giuseppe Alberga | Trani    | prestito |

## Risultati

### Serie A

#### Girone di andata
| Arbitro: | Cornieti (Forlì) |

|               |           |            |
| Maiellaro 40’ | Marcatori | 79’ Baggio |

| Genova 3 settembre 1989 2ª giornata | Sampdoria                     | 0 – 0 referto | Bari | Stadio Luigi Ferraris\| Arbitro: \| Quartuccio (Torre Annunziata) \| |
| Arbitro:                            | Quartuccio (Torre Annunziata) |               |      |                                                                      |

| Arbitro: | Nicchi (Arezzo) |

|                          |           |               |
| Gerson 34’ Scarafoni 62’ | Marcatori | 82’ Gutiérrez |

| Arbitro: | Amendolia (Messina) |

|                                       |           |                    |
| G. Lorenzo 34’ Bonini 73’ F. Poli 79’ | Marcatori | 83’ Néstor Lorenzo |

| Arbitro: | Luci (Firenze) |

|               |           |                                  |
| João Paulo 7’ | Marcatori | 54’ (aut.) Brambati 81’ Desideri |

| Arbitro: | Cornieti (Forlì) |

|               |           |  |
| Schillaci 42’ | Marcatori |  |

| Arbitro: | Felicani (Bologna) |

|                     |           |                                      |
| João Paulo 36’, 69’ | Marcatori | 26’ W. Casagrande 67’ P. Giovannelli |

| Arbitro: | Sguizzato (Verona) |

|           |           |                |
| Berti 49’ | Marcatori | 39’ A. Carbone |

| Arbitro: | Agnolin (Bassano del Grappa) |

|            |           |               |
| Virdis 45’ | Marcatori | 77’ G. Loseto |

| Arbitro: | Loris Stafoggia (Pesaro) |

|                           |           |  |
| Carrera 33’ Maiellaro 58’ | Marcatori |  |

| Bari 5 novembre 1989 11ª giornata | Bari            | 0 – 0 referto | Genoa | Stadio della Vittoria\| Arbitro: \| Nicchi (Arezzo) \| |
| Arbitro:                          | Nicchi (Arezzo) |               |       |                                                        |

| Bergamo 19 novembre 1989 12ª giornata | Atalanta           | 0 – 0 referto | Bari | Stadio Comunale\| Arbitro: \| Sguizzato (Verona) \| |
| Arbitro:                              | Sguizzato (Verona) |               |      |                                                     |

| Arbitro: | Trentalange (Torino) |

|                                            |           |            |
| Monelli 14’ (rig.), 60’ (rig.) Carrera 88’ | Marcatori | 50’ Mattei |

| Arbitro: | Frigerio (Milano) |

|                          |           |                     |
| Di Canio 17’ R. Sosa 77’ | Marcatori | 43’, 78’ João Paulo |

| Arbitro: | Lo Bello (Siracusa) |

|            |           |                  |
| Monelli 7’ | Marcatori | 83’ A. Carnevale |

| Arbitro: | Amendolia (Messina) |

|  |           |                                      |
|  | Marcatori | 2’ (aut.) Rizzardi 40’ (aut.) Gualco |

| Arbitro: | Pairetto (Torino) |

|  |           |                |
|  | Marcatori | 90’ Van Basten |

#### Girone di ritorno
| Arbitro: | Sguizzato (Verona) |

|                            |           |                                 |
| Buso 51’ Baggio 76’ (rig.) | Marcatori | 68’ (rig.) Perrone 89’ Fioretti |

| Arbitro: | Coppetelli (Tivoli) |

|  |           |                                       |
|  | Marcatori | 54’ (rig.) R. Mancini 79’ A. Lombardo |

| Arbitro: | Fabricatore (Roma) |

|               |           |                   |
| Gutiérrez 69’ | Marcatori | 11’ (aut.) Magrin |

| Bari 21 gennaio 1990 21ª giornata | Bari                | 0 – 0 referto | Bologna | Stadio della Vittoria\| Arbitro: \| Ceccarini (Livorno) \| |
| Arbitro:                          | Ceccarini (Livorno) |               |         |                                                            |

| Arbitro: | Luci (Firenze) |

|             |           |  |
| Gerolin 76’ | Marcatori |  |

| Arbitro: | D'Elia (Salerno) |

|                      |           |                      |
| Maiellaro 89’ (rig.) | Marcatori | 41’ (rig.) Schillaci |

| Arbitro: | Fabricatore (Roma) |

|            |           |                |
| Sabato 90’ | Marcatori | 59’ Di Gennaro |

| Bari 18 febbraio 1990 25ª giornata | Bari          | 0 – 0 referto | Inter | Stadio della Vittoria\| Arbitro: \| Longhi (Roma) \| |
| Arbitro:                           | Longhi (Roma) |               |       |                                                      |

| Arbitro: | Lo Bello (Siracusa) |

|  |           |            |
|  | Marcatori | 22’ Vincze |

| Arbitro: | D'Elia (Salerno) |

|                        |           |                             |
| Esposito 2’ Domini 54’ | Marcatori | 58’ G. Loseto 67’ Maiellaro |

| Genova 11 marzo 1990 28ª giornata | Genoa           | 0 – 0 referto | Bari | Stadio Luigi Ferraris\| Arbitro: \| Nicchi (Arezzo) \| |
| Arbitro:                          | Nicchi (Arezzo) |               |      |                                                        |

| Arbitro: | Sguizzato (Verona) |

|                                                 |           |  |
| Maiellaro 1’, 67’ Monelli 75’ Bordin 89’ (aut.) | Marcatori |  |

| Arbitro: | Amendolia (Messina) |

|                               |           |                    |
| Balbo 49’ (rig.) Bruniera 87’ | Marcatori | 75’, 88’ G. Loseto |

| Bari 8 aprile 1990 31ª giornata | Bari            | 0 – 0 referto | Lazio | Stadio della Vittoria\| Arbitro: \| Boggi (Salerno) \| |
| Arbitro:                        | Boggi (Salerno) |               |       |                                                        |

| Arbitro: | Fabricatore (Roma) |

|                                                 |           |  |
| Maradona 27’ (rig.) A. Carnevale 54’ Careca 70’ | Marcatori |  |

| Arbitro: | Ceccarini (Livorno) |

|                            |           |  |
| Perrone 42’ João Paulo 56’ | Marcatori |  |

| Arbitro: | Luci (Firenze) |

|                                           |           |  |
| Borgonovo 67’ Evani 71’, 74’ Donadoni 77’ | Marcatori |  |

### Coppa Italia
| Arbitro: | Arcangeli (Terni) |

|                                               |           |              |
| Gérson 53’ Di Gennaro 64’ L. Russo 75’ (aut.) | Marcatori | 55’ L. Russo |

| Arbitro: | Coppetelli (Tivoli) |

|                 |           |  |
| Bortolazzi 107’ | Marcatori |  |

### Coppa Mitropa
| Arbitro: | Branko Bujic |

|                                          |           |  |
| Monelli 27’ Maiellaro 59’ João Paulo 66’ | Marcatori |  |

| Arbitro: | Matusik |

|  |           |                             |
|  | Marcatori | 63’ Lupo 67’, 71’ Scarafoni |

| Arbitro: | Branko Bujic |

|             |           |  |
| Perrone 14’ | Marcatori |  |

## Statistiche

### Statistiche di squadra
| Competizione  | Punti | In casa | In casa | In casa | In casa | In casa | In casa | In trasferta | In trasferta | In trasferta | In trasferta | In trasferta | In trasferta | Totale | Totale | Totale | Totale | Totale | Totale | DR |
| Competizione  | Punti | G       | V       | N       | P       | Gf      | Gs      | G            | V            | N            | P            | Gf           | Gs           | G      | V      | N      | P      | Gf     | Gs     | DR |
| ------------- | ----- | ------- | ------- | ------- | ------- | ------- | ------- | ------------ | ------------ | ------------ | ------------ | ------------ | ------------ | ------ | ------ | ------ | ------ | ------ | ------ | -- |
| Serie A       | 31    | 17      | 5       | 8       | 4       | 19      | 13      | 17           | 1            | 11           | 5            | 15           | 24           | 34     | 6      | 19     | 9      | 34     | 37     | -3 |
| Coppa Italia  | -     | 1       | 1       | 0       | 0       | 3       | 1       | 1            | 0            | 0            | 1            | 0            | 1            | 2      | 1      | 0      | 1      | 3      | 2      | +1 |
| Coppa Mitropa | -     | 2       | 2       | 0       | 0       | 4       | 0       | 1            | 1            | 0            | 0            | 3            | 0            | 3      | 3      | 0      | 0      | 7      | 0      | +7 |
| Totale        | -     | 20      | 8       | 8       | 4       | 26      | 14      | 19           | 2            | 11           | 6            | 18           | 25           | 39     | 10     | 19     | 10     | 44     | 39     | +5 |

### Statistiche dei giocatori
| Giocatore      | Serie A  | Serie A | Serie A     | Serie A    | Coppa Italia | Coppa Italia | Coppa Italia | Coppa Italia | Coppa Mitropa | Coppa Mitropa | Coppa Mitropa | Coppa Mitropa | Totale   | Totale | Totale      | Totale     |
| Giocatore      | Presenze | Reti    | Ammonizioni | Espulsioni | Presenze     | Reti         | Ammonizioni  | Espulsioni   | Presenze      | Reti          | Ammonizioni   | Espulsioni    | Presenze | Reti   | Ammonizioni | Espulsioni |
| -------------- | -------- | ------- | ----------- | ---------- | ------------ | ------------ | ------------ | ------------ | ------------- | ------------- | ------------- | ------------- | -------- | ------ | ----------- | ---------- |
| G. Alberga     | 0        | 0       | 0           | 0          | 0            | 0            | 0            | 0            | 0             | 0             | 0             | 0             | 0        | 0      | 0           | 0          |
| L. Amoruso     | 3        | 0       | 0           | 0          | ?            | 0            | ?            | ?            | ?             | 0             | 0             | 0             | 3+       | 0      | 0+          | 0+         |
| F. Bellucci    | 0        | 0       | 0           | 0          | ?            | 0            | ?            | ?            | ?             | 0             | 0             | 0             | 0+       | 0      | 0+          | 0+         |
| E. Bigica      | 0        | 0       | 0           | 0          | ?            | 0            | ?            | ?            | ?             | 0             | 0             | 0             | 0+       | 0      | 0+          | 0+         |
| M. Brambati    | 28       | 0       | 2           | 0          | ?            | 0            | ?            | ?            | ?             | 0             | 0             | 0             | 28+      | 0      | 2+          | 0+         |
| A. Carbone     | 26       | 1       | 1           | 0          | ?            | 0            | ?            | ?            | ?             | 0             | 0             | 0             | 26+      | 1      | 1+          | 0+         |
| M. Carrera     | 30       | 2       | 1           | 0          | ?            | 0            | ?            | ?            | ?             | 0             | 0             | 0             | 30+      | 2      | 1+          | 0+         |
| G. Ceramicola  | 11       | 0       | 0           | 0          | ?            | 0            | ?            | ?            | ?             | 0             | 0             | 0             | 11+      | 0      | 0+          | 0+         |
| A. Cianciotta  | 0        | 0       | 0           | 0          | 0            | 0            | 0            | 0            | 0             | 0             | 0             | 0             | 0        | 0      | 0           | 0          |
| F. De Napoli   | 0        | 0       | 0           | 0          | 0            | 0            | 0            | 0            | 0             | 0             | 0             | 0             | 0        | 0      | 0           | 0          |
| A. Di Gennaro  | 15       | 1       | 0           | 0          | ?            | 1            | ?            | ?            | ?             | 0             | 0             | 0             | 15+      | 2      | 0+          | 0+         |
| G. Drago       | 3        | -7      | 0           | 0          | ?            | ?            | ?            | ?            | ?             | ?             | 0             | 0             | 3+       | -7+    | 0+          | 0+         |
| F. Fioretti    | 8        | 1       | 0           | 0          | ?            | 0            | ?            | ?            | ?             | 0             | 0             | 0             | 8+       | 1      | 0+          | 0+         |
| Gérson         | 33       | 1       | 0           | 0          | ?            | 1            | ?            | ?            | ?             | 0             | 0             | 0             | 33+      | 2      | 0+          | 0+         |
| V. Grieco      | 0        | 0       | 0           | 0          | 0            | 0            | 0            | 0            | 0             | 0             | 0             | 0             | 0        | 0      | 0           | 0          |
| Joao Paulo     | 33       | 6       | 0           | 0          | ?            | 0            | ?            | ?            | ?             | 1             | 0             | 0             | 33+      | 7      | 0+          | 0+         |
| N. Lorenzo     | 23       | 1       | 0           | 0          | ?            | 0            | ?            | ?            | ?             | 0             | 0             | 0             | 23+      | 1      | 0+          | 0+         |
| G. Loseto      | 32       | 4       | 1           | 0          | ?            | 0            | ?            | ?            | ?             | 0             | 0             | 0             | 32+      | 4      | 1+          | 0+         |
| F. Lupo        | 9        | 0       | 0           | 0          | ?            | 0            | ?            | ?            | ?             | 1             | 0             | 0             | 9+       | 1      | 0+          | 0+         |
| P. Maiellaro   | 27       | 6       | 2           | 1          | ?            | 0            | ?            | ?            | ?             | 1             | 0             | 0             | 27+      | 7      | 2+          | 1+         |
| A. Mannini     | 32       | -30     | 0           | 0          | ?            | 0            | ?            | ?            | ?             | ?             | 0             | 0             | 32+      | -30+   | 0+          | 0+         |
| P. Monelli     | 21       | 4       | 1           | 0          | ?            | 0            | ?            | ?            | ?             | 1             | 0             | 0             | 21+      | 5      | 1+          | 0+         |
| C. Perrone     | 28       | 2       | 0           | 0          | ?            | 0            | ?            | ?            | ?             | 1             | 0             | 0             | 28+      | 3      | 0+          | 0+         |
| P. Roca        | 0        | 0       | 0           | 0          | 0            | 0            | 0            | 0            | 0             | 0             | 0             | 0             | 0        | 0      | 0           | 0          |
| L. Scarafoni   | 25       | 1       | 0           | 0          | ?            | 0            | ?            | ?            | ?             | 2             | 0             | 0             | 25+      | 3      | 0+          | 0+         |
| A. Terracenere | 31       | 0       | 2           | 2          | ?            | 0            | ?            | ?            | ?             | 0             | 0             | 0             | 31+      | 0      | 2+          | 2+         |
| C. Urbano      | 22       | 0       | 1           | 0          | ?            | 0            | ?            | ?            | ?             | 0             | 0             | 0             | 22+      | 0      | 1+          | 0+         |